# Methanofollis
A Methanofollis a Methanomicrobiaceae családba tartozó Archaea nem. Az archeák – ősbaktériumok – egysejtű, sejtmag nélküli prokarióta szervezetek.

## Leírása
Nem mozgékony, Gram-negatív, obligát anaerob, mezofil archaea, anyagcseréje során metánt állít elő. 20-45 °C között nő (optimális érték 34-40 °C), és 7-es pH körül. Sejtjei nagyon szabálytalan gömb alakúak. 1,25–2,0 µm átmérőjűek. A fő poláros lipidjei a foszfolipidek, a glikolipidek, és a foszfoglikolipidek. A következő anyagokat használja a növekedéshez és a metanogenezishez: H2/CO2, formiát, 2-propanol/CO2, és 2-butanol/CO2. A következő anyagokat nem használja a növekedéshez: acetát, trimetil-amin, metanol, etanol, 2-propanol, izobutanol, 2-butanol.

## Genom szerkezete
Genomját még nem szekvenálták. DNS-ének együttes guanin- és citozintartalmát 60,0%-ban határozták meg.

## Ökológia
A legtöbb archaea faj izoláltan, anaerob környezetben fordul elő ahol magas a szennyezett víz aránya, bioreaktorokban vagy fumarolákban. Például az M. tationist izolálták egy fumarolában az észak-chilei Atacama-sivatagban.

## Fordítás
- Ez a szócikk részben vagy egészben  a   Methanofollis című angol Wikipédia-szócikk fordításán alapul.  Az eredeti cikk szerkesztőit annak laptörténete sorolja fel. Ez a jelzés csupán a megfogalmazás eredetét és a szerzői jogokat jelzi, nem szolgál a cikkben szereplő információk forrásmegjelöléseként.

### Tudományos folyóiratok
- Zellner G (1999). „Reclassification of Methanogenium tationis and Methanogenium liminatans as Methanofollis tationis gen. nov., comb. nov. and Methanofollis liminatans comb. nov. and description of a new strain of Methanofollis liminatans”. Int. J. Syst. Bacteriol. 49, 247–255. o. DOI:10.1099/00207713-49-1-247. PMID 10028269.
- Balch WE (1979). „Methanogens: reevaluation of a unique biological group”. Microbiol. Rev. 43 (2), 260–296. o. PMID 390357. PMC 281474.
- (2011. szeptember 7.) „Microbial Communities Associated with Acetate-Rich Gas-Petroleum Reservoir Surface Facilities”. Bioscience, Biotechnology, and Biochemistry 75 (9), 1835–1837. o. DOI:10.1271/bbb.110243.

### Tudományos adatbázisok
- Methanofollis PubMed hivatkozásai
- Methanofollis PubMed Central hivatkozásai
- Methanofollis Google Scholar hivatkozásai